# Cristhian Paredes
Pour les articles homonymes, voir Paredes.
Cristhian Paredes, né le 18 mai 1998 à Yaguarón au Paraguay, est un footballeur international paraguayen. Il joue au poste de milieu de terrain aux Timbers de Portland en MLS.

## Biographie

### Carrière en club
Cristhian Paredes fait ses débuts dans l'équipe juniors du Sol de América. Au début de la saison 2016, Daniel Garnero le prend dans le groupe professionnel. Le 23 janvier 2016, il fait ses débuts en Primera División lors d'une victoire 2-1 contre le Club Olimpia. Puis, il marque son premier professionnel, le 8 mai, contre le General Caballero SC (3-3).
Le 10 août, il fait ses débuts en Copa Sudamericana 2016 contre Jorge Wilstermann (1-1). Il joue six matchs en Copa Sudamericana.
Le 27 décembre 2016, il rejoint le Club América évoluant en Liga MX. Le 14 février 2017, il fait ses débuts en coupe du Mexique lors d'une victoire de 1-0 contre Zacatepec. Puis, le 1er mars, il inscrit son premier but avec le club en coupe, lors d'une défaite 2-1 contre le Santos Laguna. 
Il est prêté le 2 février 2018 aux Timbers de Portland pour évoluer en Major League Soccer pour la saison 2018. Le 5 mars, il fait ses débuts en MLS face au Galaxy de Los Angeles. Il commence la rencontre comme titulaire, et sort du terrain à la 84e minute de jeu, en étant remplacé par Andrés Flores. Le match se solde par une défaite 2-1 des Timbers.

### Carrière internationale
Avec les moins de 17 ans, il participe au Championnat de la CONMEBOL des moins de 17 ans 2015, qui se déroule au Paraguay. Lors du tournoi, il dispute sept rencontres et inscrit un but, contre l'Uruguay. Le Paraguay termine quatrième de la phase finale. Puis, il participe à la Coupe du monde des moins de 17 ans 2015, compétition organisée au Chili. Lors du mondial junior, il joue deux rencontres et inscrit un but, contre la France. Le Paraguay est éliminé au premier tour.
Avec les moins de 20 ans, il participe au Championnat de la CONMEBOL des moins de 20 ans 2017, qui se déroule en Équateur. Lors du tournoi, il dispute quatre rencontres et inscrit un but, contre le Chili.
En juin 2017, il est convoqué pour la première fois en équipe du Paraguay par le sélectionneur national Francisco Arce, pour des matchs amicaux contre la France et le Pérou.
Le 2 juin 2017, il honore sa première sélection contre la France. Lors de ce match, Cristhian Paredes entre à la 63e minute de la rencontre, à la place de Víctor Ayala. Le match se solde par une défaite 5-0 des Paraguayens.

## Statistiques
| Saison                | Club                       | Championnat           | Championnat | Championnat | Coupe(s) nationale(s) | Coupe(s) nationale(s) | Compétition(s) continentale(s) | Compétition(s) continentale(s) | Compétition(s) continentale(s) | Paraguay | Paraguay | Total | Total |
| Saison                | Club                       | Division              | M.          | B.          | M.                    | B.                    | Comp.                          | M.                             | B.                             | M.       | B.       | M.    | B.    |
| 2016                  | Sol de América             | Ouv.+Clô.             | 10+20       | 1+3         | -                     | -                     | CS                             | 6                              | 0                              | -        | -        | 36    | 4     |
| 2016-2017             | Club América               | Liga MX               | 0           | 0           | 2                     | 1                     | -                              | -                              | -                              | 1        | 0        | 3     | 1     |
| 2018                  | Timbers de Portland (prêt) | MLS                   | 19          | 1           | 2                     | 0                     | -                              | -                              | -                              | -        | -        | 21    | 1     |
| 2019                  | Timbers de Portland (prêt) | MLS                   | 23          | 4           | 4                     | 0                     | -                              | -                              | -                              | 4        | 0        | 31    | 4     |
| 2020                  | Timbers de Portland        | MLS                   | 18          | 0           | -                     | -                     | -                              | -                              | -                              | -        | -        | 18    | 0     |
| 2021                  | Timbers de Portland        | MLS                   | 24          | 3           | -                     | -                     | LCC                            | 3                              | 0                              | -        | -        | 27    | 3     |
| 2022                  | Timbers de Portland        | MLS                   | 11          | 1           | 1                     | 0                     | -                              | -                              | -                              | -        | -        | 12    | 1     |
| Sous-total            | Sous-total                 | Sous-total            | 95          | 9           | 7                     | 0                     | -                              | 3                              | 0                              | 4        | 0        | 109   | 9     |
| Total sur la carrière | Total sur la carrière      | Total sur la carrière | 125         | 13          | 9                     | 1                     | -                              | 9                              | 0                              | 5        | 0        | 148   | 14    |